# Andreas Stähle
Andreas Stähle, född den 14 februari 1965, är en östtysk kanotist.
Han tog OS-silver i K-1 500 meter och OS-brons i K-4 1000 meter i samband med de olympiska kanottävlingarna 1988 i Seoul.